# Oscar Ferro
Oscar Ferro, vollständiger Name Oscar Julio Ferro Gandara, (* 2. März 1967 in Montevideo) ist ein ehemaliger uruguayischer Fußballspieler.

## Spielerkarriere

### Verein
Der 1,84 Meter große „Gallego“ genannte Torhüter Ferro stand zu Beginn seiner Karriere von 1985 bis 1995 beim Erstligisten Club Atlético Peñarol unter Vertrag. Die Aurinegros wurden in diesem Zeitraum in den Jahren 1985, 1986, 1993, 1994 und 1995 jeweils Uruguayischer Meister. Auf internationaler Ebene gewann der Verein 1987 zudem die Copa Libertadores. 1994 stand Ferro mit den Montevideanern zudem im Finale um die Copa Conmebol und hütete in beiden Finalspielen das Tor. Von 1995 bis 1998 absolvierte er 72 Partien für den argentinischen Klub Ferro Carril Oeste. In den Jahren 1998 und 1999 folgten mindestens 55 Spiele für Sporting Cristal aus Peru. 1999/2000 werden zwei Stationen bei Club Atlético Huracán in Argentinien und bei SD Compostela in Spanien für ihn geführt. Beim spanischen Klub bestritt er von seinem Debüt am 16. Januar 2000 gegen Recreativo de Huelva an zwei Spiele in der Segunda División und eines in der Copa del Rey. Im Jahr 2001 stand er unter anderem in Paraguay beim Club Guaraní unter Vertrag. Allerdings kam er in der Clausura 2001 auch sporadisch unter Trainer Manuel Keosseián beim uruguayischen Erstligisten Defensor zum Einsatz. Drei absolvierte Partien werden dort für ihn geführt. Seine letzten Karrierejahre verbrachte er nach seiner Rückkehr im Februar 2002 bis ins Jahr 2003 erneut bei Peñarol.

### Nationalmannschaft
1986 nahm Ferro mit der uruguayischen Auswahl an den Südamerikaspielen 1986 in Chile teil. Er war auch Mitglied der A-Nationalmannschaft seines Heimatlandes. Von seinem Debüt am 9. November 1988 bis zu seinem letzten Einsatz am 11. Oktober 1995 absolvierte er neun Länderspiele, in denen er insgesamt zwölf Gegentreffer hinnehmen musste. Sowohl bei der Copa América 1993 als auch bei der Copa América 1995 nahm er teil, war aber 1993 hinter Robert Siboldi bzw. 1995 hinter Fernando Álvez nur Ersatztorhüter während der Turniere. Bei der Teilnahme 1995 gewann die Celeste den Titel.

### Erfolge
- Copa América: 1995
- Copa Libertadores: 1987
- Uruguayischer Meister: 1985, 1986, 1993, 1994, 1995, 2003

## Trainerlaufbahn
Mindestens 2013 wirkte er als Torwarttrainer im Trainerstab von Jorge Gonçalves bei Peñarol.